# Самосюк, Борис Алексеевич
Самосюк Борис Алексеевич (род. 29 Сентября 1957 года, Уфа) — живописец, Заслуженный художник Республики Башкортостан (2010). Член Союза художников РФ с 1993 года.

## Биография
Самосюк Борис Алексеевич родился в 1957 году в Уфе в рабочей семье. После школы работал в «Башкиргражданпроекте», отслужил в армии.
В 1984 году окончил художественно-графический факультет Башкирского госпединститута.
Член СХ РФ с 1993 года. Работает в техниках: живопись, графика (офорт: сухая игла, травленный штрих, лавис; гравюра на пластике, пастель, акварель, смешанная техника), декоративная скульптура.
Работы Бориса Самосюка находятся в Государственном художественном музее им. М. В. Нестерова (Уфа), Музее современного искусства (Москва), в Ростовском областном музее изобразительных искусств (Ростов-на-Дону), Ирбитском государственном музее изобразительных искусств (Свердловская обл.), Екатеринбургском государственном музее изобразительных искусств, в Челябинской областной картинной галерее, в художественных галереях Екатеринбурга, Магнитогорска, Калининграда, Краснодара, Маастрихта (Голландия), в частных и галерейных коллекциях России, Украины, Франции, Израиля, Германии, Голландии, Италии, Японии, Англии, Канады, а кроме того, в Музее современного искусства в Байне (Франция), в Белградской художественной галерее «Прогресс» (Югославия), Библиотеке университета Риеки (Хорватия).
Семья: жена, Ольга Самосюк (1958 г.р., Уфа), выпускница художественно-графического факультета Магнитогорского Госпединститута, член Союза Художников России с 1993 года, дочь, сын.

## Работы
«Цветение сирени», «Улица Нагорная», "Ул. Лесная2, «Сны о Пенджикенте», «Всадники», «Путешествие на Восток», «Похищение Европы», «Поединок», «Мегера», «Крыльцо», «Изображение 247-1», «Дорога к магазину», «Домик в лесу», «Весна 005», «Ангел Тьмы», «ветка в стакане».

## Выставки
Самосюк Борис Алексеевич — участник республиканских, региональных, межрегиональной, всероссийских, международных и зарубежной выставок с 1983 года.

## Награды и звания
Заслуженный художник Республики Башкортостан (2010).
Диплом СХ РБ I и II Уральской триеннале печатной графики (1995, 1998).
Диплом, 2-е место (живопись) III Республиканского конкурса-выставки ШКОЛАРТ (2006).
Диплом БИН-2006, III — международная биеннале графики. Санкт-Петербург (2006).
Диплом СХ РБ (2009).
Серебряная медаль СХ РФ (2013)
Золотая медаль СХ РФ (2014)